# Эстонский музей современного искусства
Эстонский музей современного искусства (эст. Eesti Kaasaegse Kunsti Muuseum, сокр. EKKM) — музей в Таллине, Эстония, посвящённый современному искусству.
Является одним из центров эстонской культурной жизни, обогащая её художественную составляющую в сотрудничестве с другими музеями, галереями и выставками. 

## История и деятельность
Был основан в 2006 году Anders Härm, Elin Kard, Neeme Külm и Marco Laimre. С 2016 года куратором музея является Marten Esko, который работает в нём с 2011 года.
Создан в заброшенном вспомогательном здании Таллинской ТЭЦ, рядом с культурным центром Kultuurikatel и культурно-спортивным комплексом Горхолл. 
Музей проводит выставки и коллекционирует произведения искусства с 2007 года, с 2010 года проводит с апреля по декабрь регулярный выставочный сезон. В 2011 году музей учредил собственную премию современного искусства — Köler Prize, которая сопровождается выставкой её номинантов. 
В 2013 году в музее открылся книжный магазин Lugemik вместе с офисом выставочной компании Valge Kuup, имеется кафе. Впоследствии была создана студенческая галерея ISFAG.
Эстонский музей современного искусства поддерживается Министерством культуры Эстонии, Культурным фондом Эстонии и Фонд художественных инициатив.